# Staktjärn
Staktjärn este o arie protejată (arie specială de conservare — SAC, sit de importanță comunitară — SCI) din Suedia întinsă pe o suprafață de 17,1 ha, integral pe uscat.

## Localizare
Centrul sitului Staktjärn este situat la coordonatele 60°34′52″N 16°07′20″E / 60.5812°N 16.1223°E.

## Înființare
Situl Staktjärn a fost declarat sit de importanță comunitară în mai 2006 pentru a proteja 1 specie de animale. Situl a fost protejat și ca arie specială de conservare în ianuarie 2014.

## Biodiversitate
Situată în ecoregiunea boreală, aria protejată conține 3 habitate naturale: Taiga vestică, Mlaștini împădurite, Lacuri și iazuri distrofice naturale.
La baza desemnării sitului se află o specie protejată de  nevertebrate: Stephanopachys linearis.